# Béthonsart
Béthonsart ist eine französische Gemeinde mit 150 Einwohnern (Stand 1. Januar 2022) im Département Pas-de-Calais in der Region Hauts-de-France. Sie gehört zum Arrondissement Arras und zum Kanton Avesnes-le-Comte.

## Geographie
Die Gemeinde Béthonsart liegt im Südosten des Artois, 20 Kilometer nordwestlich von Arras. Nachbargemeinden von Béthonsart sind Gauchin-Légal im Norden, Caucourt im Nordosten, Mingoval im Südosten, Savy-Berlette im Süden, Villers-Brûlin im Südwesten sowie Chelers und Frévillers im Nordwesten.

## Bevölkerungsentwicklung
| Jahr                       | 1962 | 1968 | 1975 | 1982 | 1990 | 1999 | 2006 | 2013 | 2022 |
| -------------------------- | ---- | ---- | ---- | ---- | ---- | ---- | ---- | ---- | ---- |
| Einwohner                  | 167  | 152  | 127  | 126  | 141  | 131  | 159  | 156  | 150  |
| Quellen: Cassini und INSEE |      |      |      |      |      |      |      |      |      |